# Phare de l'île Santa María
Le phare de l'île Santa María  (en espagnol : Faro Isla Santa María) est un phare actif situé sur l'île Santa María au nord-ouest d'Arauco, (Province d'Arauco), dans la région du Biobío au Chili.
Il est géré par le Service hydrographique et océanographique de la marine chilienne dépendant de la Marine chilienne.

## Histoire
Le phare d'origine , mis en service en 1887, était une tour de 14 m s'élevant d'une maison d'un gardien à un étage.  il est situé à 40 km à l'ouest de Coronel, dans le golfe d'Arauco.
Le phare moderne se dresse au milieu des ruines du phare historique. Il est situé sur la pointe nord de l'île.

## Description
Le phare actuel  est une  tour cylindrique en fibre de verre, avec une galerie et une lanterne de 8 m de haut. La tour est peinte en blanc avec une bande rouge. Il émet, à une hauteur focale de 73 m, un éclat blanc par période de 15 secondes. Sa portée est de 11 milles nautiques (environ 20 km).
Il porte un radar Racon émettant les lettres CG depuis 1979. Il est doté d'un Système d'identification automatique (AIS). un signal de brouillard émettant 3 blasts par période de 30 secondes et audibles jusqu'à 2 milles nautiques (environ 3.7 km).
Identifiant : ARLHS : CHI-027 - Amirauté : G1764 - NGA : 111-1424 .

## Caractéristique dufeu maritime
Fréquence : 5 secondes (W)
- Lumière : 0.1 seconde
- Obscurité : 4.9 secondes
- Lumière : 1.5 secondes
- Obscurité : 24 secondes

### Lien connexe
- Liste des phares du Chili